# 新城市立鳳来東小学校
新城市立鳳来東小学校（しんしろしりつ ほうらいひがししょうがっこう）は、愛知県新城市川合にある公立小学校。

## 概要
- 校区は名号、川合、池場であり、公立中学校に進む場合は新城市立鳳来中学校に進学する[1]。
- 旧・南設楽郡鳳来町の小学校であった。

## 沿革
鳳来町は1956年4月1日に南設楽郡長篠村、鳳来寺村と八名郡大野町、七郷村の1町3村が合併し発足。同年7月1日に北設楽郡三輪村のうち大字川合・大字長岡の一部（池場地区）を編入。同年9月30日には南設楽郡海老町、八名郡山吉田村を編入。さらに新城町（後の新城市）との間で境界変更が実施され、新城町乗本（旧舟着村乗本）を編入する。これにより、鳳来町の小学校は旧・長篠村の長篠小学校、富栄小学校。旧・鳳来寺村の鳳来小学校、門谷小学校、布里小学校、愛郷小学校。旧・海老町の海老小学校、連谷小学校。旧・山吉田村の山吉田小学校、黄柳野小学校、阿寺小学校。旧・大野町の大野小学校。旧・七郷村の能登瀬小学校、細川小学校、細川小学校巣山分校、七郷一色小学校、名号小学校。旧・三輪村の池場小学校、川合小学校。旧・舟着村の乗本小学校と、19小学校1分校が存在した。過疎化などもあり、鳳来町は小学校の統廃合を進め、その最初として1962年に旧・三輪村の池場小学校と川合小学校を統合し、川合小学校とした。さらに川合小学校と名号小学校を統合し、開校したのが鳳来東小学校である。
- 1962年（昭和37年）4月1日 - 鳳来町立池場小学校と鳳来町立川合小学校を統合し、鳳来町立川合小学校となる。
- 1973年（昭和48年）4月1日 - 鳳来町立川合小学校と鳳来町立名号小学校を統合し、鳳来町立鳳来東小学校として開校する。校舎は鳳来町立川合小学校校舎（1956年完成）を転用する。
- 1980年（昭和55年）2月4日 - 体育館、特別教室が完成する。
- 1981年（昭和56年）7月25日 - プールが完成する。
- 2005年（平成17年）10月1日 - 鳳来町が新城市に編入される。同時に新城市立鳳来東小学校に改称する。

### 鳳来町立名号小学校
現在の愛知県新城市名号丹野に存在した小学校。旧・南設楽郡七郷村の小学校であった。跡地は日帰り温泉うめの湯となっている。
- 1873年（明治6年） - 名号村に名号学校が開校。石雲寺[注釈 1]を仮校舎とする。
- 1874年（明治7年）1月 - 一色学校に統合され、一色学校名号出張所となる。
- 1876年（明治9年） - 独立し、第九中学区第五十一番小学名号小学校となる。
- 1879年（明治12年） - 八名第一番小学名号学校に改称する。
- 1883年（明治16年） - 公立小学名号学校に改称する。
- 1885年（明治18年） - 仮校舎としていた石雲寺が火災で全焼する。校舎を新築し移転する。
- 1886年（明治19年） - 簡易科名号学校に改称する。
- 1889年（明治22年）10月1日 - 大野村、睦平村、細川村、井代村、能登瀬村、名越村、名号村が合併し、大野村が発足する。
- 1890年（明治23年）
  - 4月 - 能登瀬学校に統合され、能登瀬学校名号分教場となる。
  - 10月20日 - 大野村が分割され、名号村、名越村、能登瀬村、井代村、睦平村、細川村、大野村となる。
- 1892年（明治25年） - 独立し、名号尋常小学校となる。
- 1905年（明治38年） - 校舎が火災で全焼する。仮校舎で授業を再開する。
- 1906年（明治39年） - 高岡村、名号村、名越村、能登瀬村、井代村、睦平村、細川村が合併し、七郷村が発足する。
- 1907年（明治40年） - 七郷第二尋常小学校に改称する。
- 1911年（明治44年） - 現在地に校舎を新築し移転する。
- 1941年（昭和16年）4月1日 - 七郷第二国民学校に改称する。
- 1947年（昭和22年）4月1日 - 七郷村立名号小学校に改称する。
- 1956年（昭和31年）4月1日 - 南設楽郡長篠村、鳳来寺村と八名郡大野町、七郷村が合併し、鳳来町が発足する。同時に鳳来町立名号小学校に改称する。
- 1973年（昭和48年）3月 - 廃校。

## 交通アクセス
- JR東海飯田線三河川合駅下車、徒歩約5分。

## 周辺施設
- 鳳来川合郵便局
- 飯田線三河川合駅
- 三遠南信自動車道鳳来峡IC
- 名号温泉「うめの湯」

## その他
- 鳳来町立池場小学校は、現在の新城市池場上貝津に存在した。跡地は池場公民館、池場老人憩いの家となっている。